# 水野ゆか
水野 ゆか（みずの ゆか、9月29日 - ）は、日本のモデル、女優。旧芸名：水野結花。
群馬県出身。身長163cm。血液型はA型。プレステージ所属。

## 出演

### CM
- ファイザー リステリン
- ソニー Sony Hi-Vision Quality（2007年）
- アデランス・イヴ
- トヨタ
- ヤマダ養蜂場スキンケア
- ホンダ除雪機
- 花王アタック
- メットライフ・アリコ
- wii　バランスボード
- ユニチャーム
- 明治のチョコレート
- ロッテ・  レディーボーデン
- セブンイレブン
- 花王アタック
- ビフィーナ
- オドイーター
- 藤和不動産
- ライフリー
- シダックス
- docomoらくらくホン７
- アートネーチャーＪＯ
- アピタ
- ミツカン
- ホヤラックス
- 小林製薬エスカルジン
- 朝日新聞
- 新ポリグリップ
- ライオンズマンション

### ポスター・スチル
- JR・ナイスミディパス
- ボーダフォン
- 湯河原観光協会
- アピタ

### 映画
- 少林寺vs忍者（1978年） リュー・チャーフィー、倉田保昭と共演
- 雪亮的一刀（1981年） 王冠雄, 王道と共演（台湾映画）
- 女性的復仇（1981年） ヤン・ホイサン, 劉德凱と共演（台湾映画）
- レディ・ニンジャ2　夜霧の忍び凧（1982年） ヤン・ホイサン、倉田保昭と共演（台湾映画）
- その他　Ｇメン７５ゲスト出演

| スタブアイコン | サブスタブ | この項目は、まだ閲覧者の調べものの参照としては役立たない、俳優（男優・女優）に関連した書きかけの項目です。この項目を加筆・訂正などしてくださる協力者を求めています（P:映画/PJ芸能人）。 |